# Dunraven Peak
Der Dunraven Peak ist ein Berg im Yellowstone-Nationalpark im Nordwesten des US-Bundesstaates Wyoming. Sein Gipfel hat eine Höhe von 3019 m und ist Teil der Gallatin-Range in den Rocky Mountains. Er liegt wenige Kilometer südwestlich des bekannteren Mount Washburn und wird im Gegensatz zu diesem selten bestiegen.
Im Jahr 1878, während einer Expedition im Park, benannte der Geograph Henry Gannett den Gipfel Dunraven Peak. Im Jahr 1879 wurde der Pass am Fuße des Gipfels von Philetus Norris wegen seiner nähe zum Dunraven Peak Dunraven Pass genannt.

## Belege
1. ↑  Geonames: Dunraven Peak. Abgerufen am 1. Januar 2021.
2. ↑  Peakbagger: Dunraven Peak. Abgerufen am 1. Januar 2021.
3. ↑  Haines, Aubrey L. (1996): Yellowstone Place Names-Mirrors of History. Hrsg.: University Press of Colorado. pp. 104–106. Niwot, Colorado, ISBN 0-87081-382-X.